# Konstantinos Kanaris
Konstantinos Kanaris, también hispanizado como Constantino Kanaris o Canaris (en griego: Κωνσταντίνος Κανάρης; Psará, 1790 - Atenas, 14 de septiembre de 1877) fue un marino y estadista griego que se distinguió durante la Guerra de independencia de Grecia en 1822 incendiando naves de la flota otomana. En 1826 ascendió a capitán de navío y fue elegido diputado por Psará. Se retiró y tuvo poca participación en los acontecimientos políticos de la Guerra de Independencia. Terminada la guerra se opuso al rey Otón I aunque fue su primer ministro entre 1848 y 1849. Formó parte del gobierno provisional que depuso a Otón en 1861, fue uno de los tres regentes hasta 1863. Durante el reinado de Jorge I, volvió a ser primer ministro en 1864 y en 1865. Estando en retiro, regresó para formar parte del ministerio que se formó durante la Guerra ruso-turca que comenzó en abril de 1877. Murió estando en ejercicio de su cargo el 14 de septiembre de 1877.

## Biografía

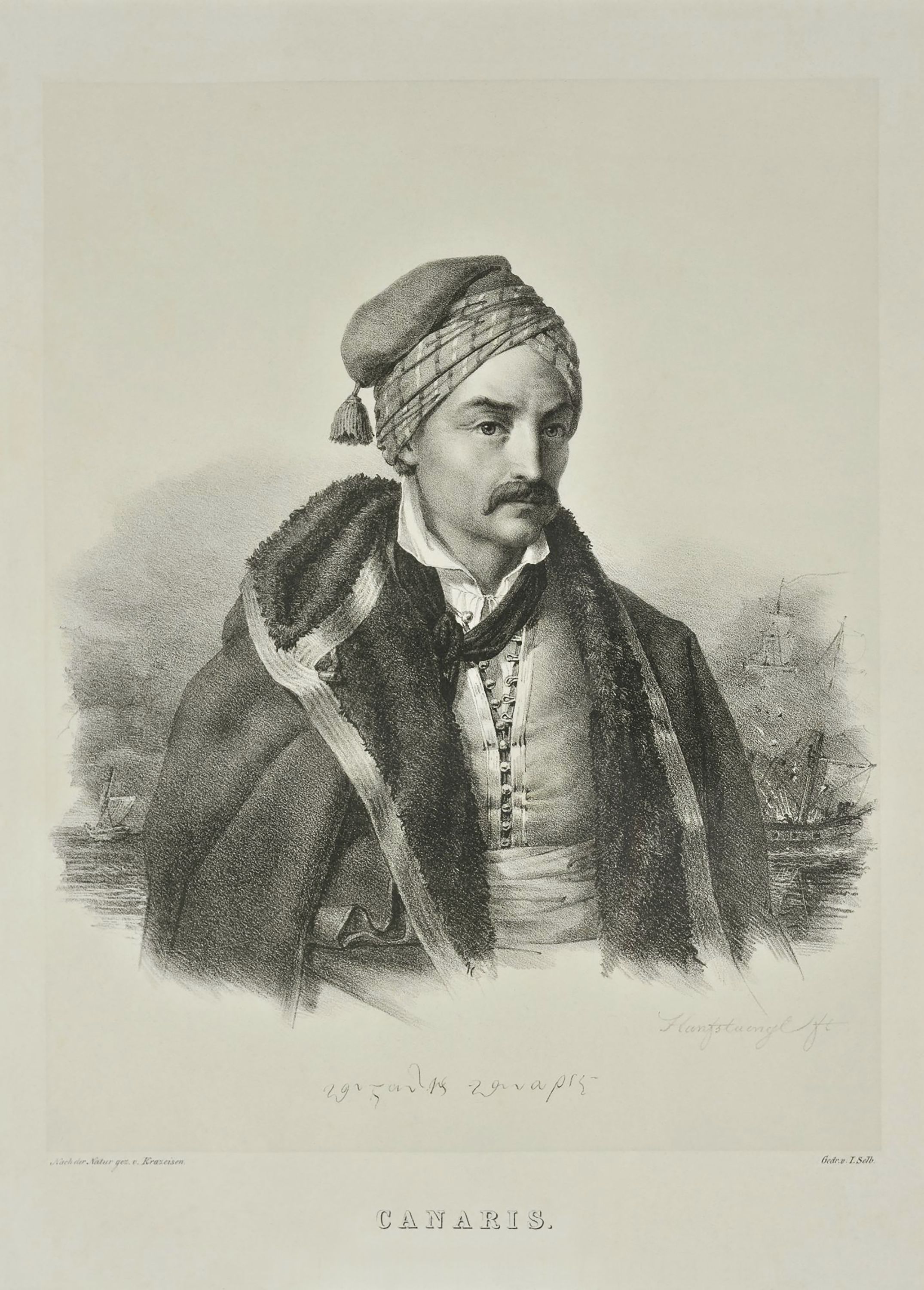
Retrato de Konstantinos Kanaris. Litografía de Karl von Krazeisen.

Konstantinos Kanaris nació en Psará, isla del Mar Egeo. Quedó huérfano a temprana edad. La mayoría de sus familiares fallecieron a principios del siglo XVIII, por lo que empezó a trabajar bajo las órdenes de su tío Dimitris Bourekas.

### Guerra de la Independencia
Kanaris era un capitán mercante cuando estalló la sublevación de los griegos contra el dominio otomano. Desde un comienzo contribuyó con la Guerra de la independencia aportando su nave a la flota griega. Pronto adquirió fama por sus acciones contra la flota otomana. En la noche del 18 al 19 de junio de 1822, actuando bajo las órdenes de Andreas Miaoulis de Quíos, incendió la nave insignia del gran almirante Nasuhzade Ali Pasha y continuó hostigando la flota otomana que tuvo que retirarse a los Dardanelos. El 22 de noviembre del mismo año incendió un buque otomano en Ténedos.

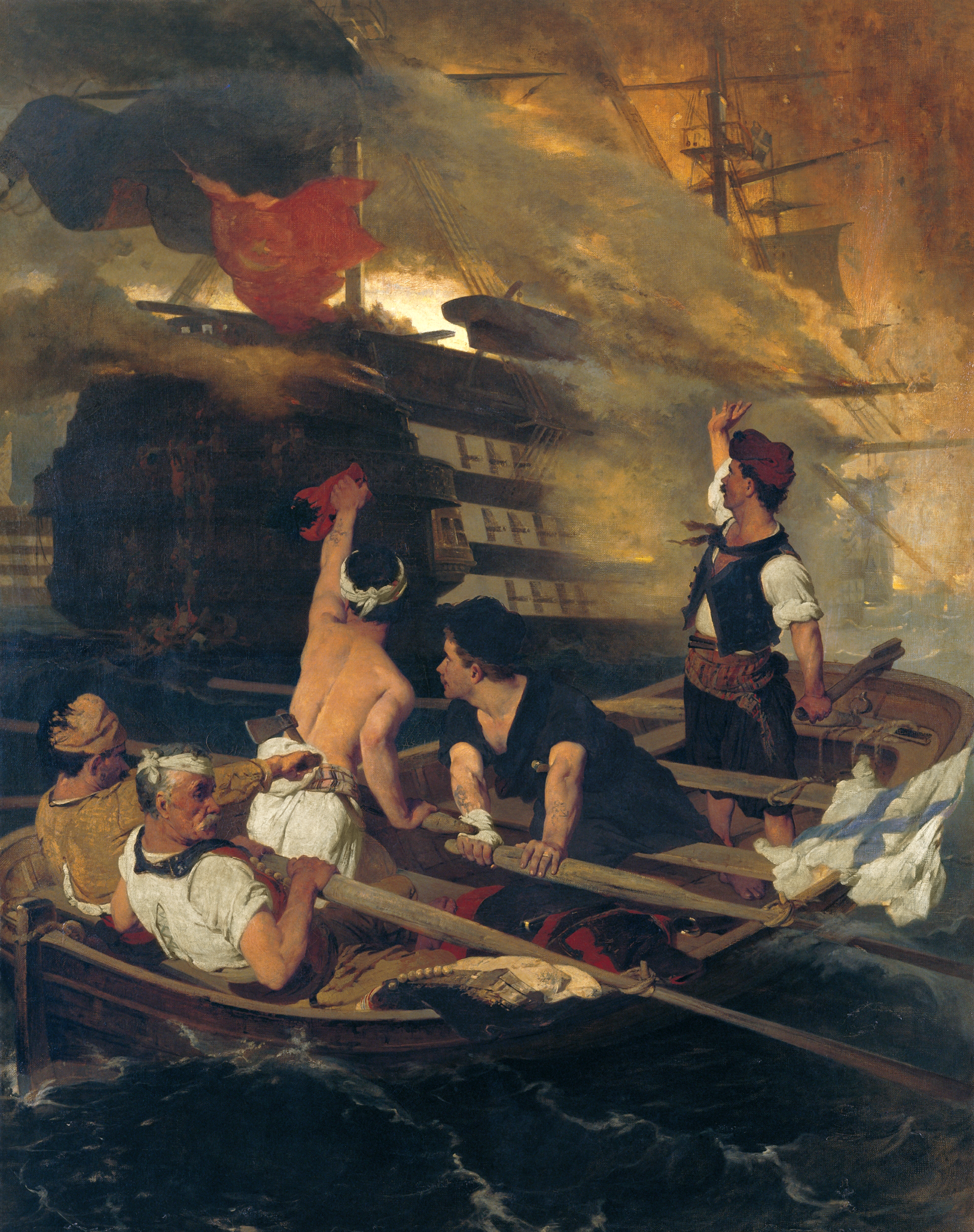
La destrucción del buque insignia otomano en Quíos por Konstantinos Kanaris. Pintura al óleo de Nikiforos Lytras.

Aunque no pudo evitar la caída de Psará en junio de 1824, se vengó de los otomanos en Samos y Lesbos atacando y logrando atrasar escuadrones egipcios cuyo objetivo era Creta. En agosto de 1825 atacó audazmente la flota de Mohammed Ali en Alejandría, ataque que falló en el último momento por un viento contrario.
En 1826 fue elegido diputado en representación de Psará. Fue ascendido a capitán de navío y tomó el mando de la escuadra griega.

### República helénica y Monarquía
A la Guerra de la Independencia le sucedió un período de gran inestabilidad civil. Las Grandes Potencias (Reino Unido, Reino de Francia y el Imperio ruso) proclamaron la autonomía de Grecia recayendo la administración del país en Ioannis Kapodistrias quien fue asesinado en 1831. Después del asesinato, Kanaris se alejó de la vida pública.

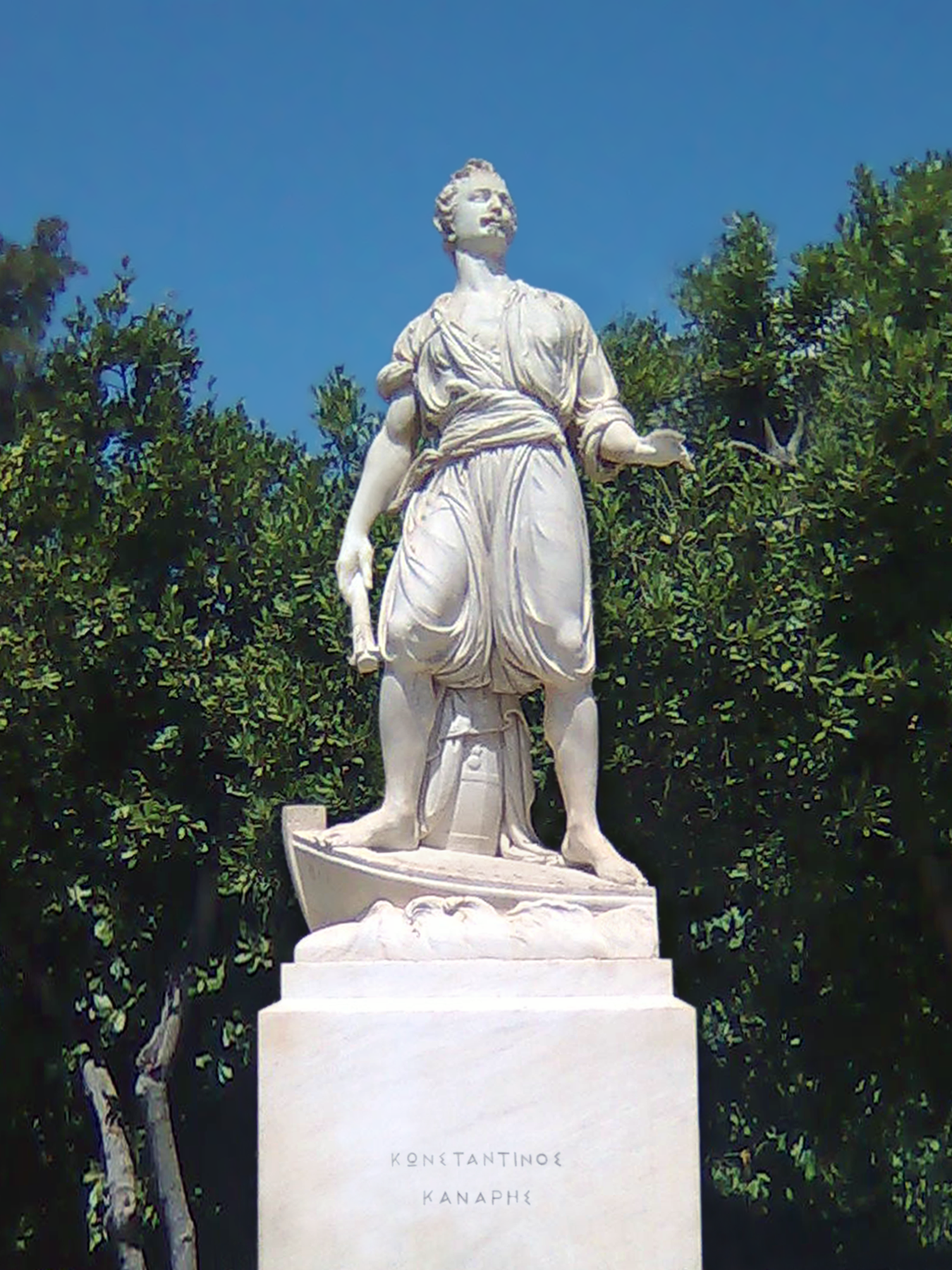
Estatua de Konstantinos Kanaris en Atenas. Obra de Lazaros Fytalis.

En 1832 las potencias europeas designaron rey de Grecia a Otón Wittelsbach siendo coronado como Otón I en 1833, Kanaris desde un principio se opuso al monarca aunque fue su primer ministro en 1848 y 1849, Otón fue depuesto en 1862.
Durante el gobierno provisional que sucedió a la deposición de Otón, Kanaris fue ascendido a almirante y fue uno de los tres regentes que gobernaron el país hasta que las potencias europeas designaron como rey al príncipe Guillermo hijo del rey de Dinamarca. A su entronización como Jorge I en Copenhague, Kanaris asistió presidiendo la delegación griega como almirante y primer ministro. Durante el reinado de Jorge I fue primer ministro desde abril a mayo de 1864 y desde agosto de 1864 hasta febrero de 1865 en que se retiró del servicio público.

### Guerra ruso-turca
Regresó de su retiro para formar parte del ministerio que se formó durante la Guerra ruso-turca que comenzó en abril de 1877. Murió estando en ejercicio de su cargo el 14 de septiembre de 1877.

## Matrimonio y descendencia
En 1817, Konstantinos Kanaris contrajo matrimonio con Despoina Maniatis, miembro de una de las familias más ricas de Psará. El matrimonio tuvo siete hijos:
- Nikolaos Kanaris (1818-1848), muerto durante una expedición militar a Beirut.
- Themistoklis Kanaris (1819-1851), muerto durante una expedición militar a Egipto.
- Thrasyvoulos Kanaris (1820-1898), almirante.
- Miltiadis Kanaris (1822-1901), almirante, miembro del Parlamento griego y ministro.
- Lykurgos Kanaris (1826-1865), oficial naval y abogado.
- Maria Kanaris (1828-1847).
- Aristidis Kanaris (1831-1863), oficial naval.

## Honores

### Honores griegos
- Orden del Salvador (Reino de Grecia): Gran Cruz, 1864.

### Honores extranjeros

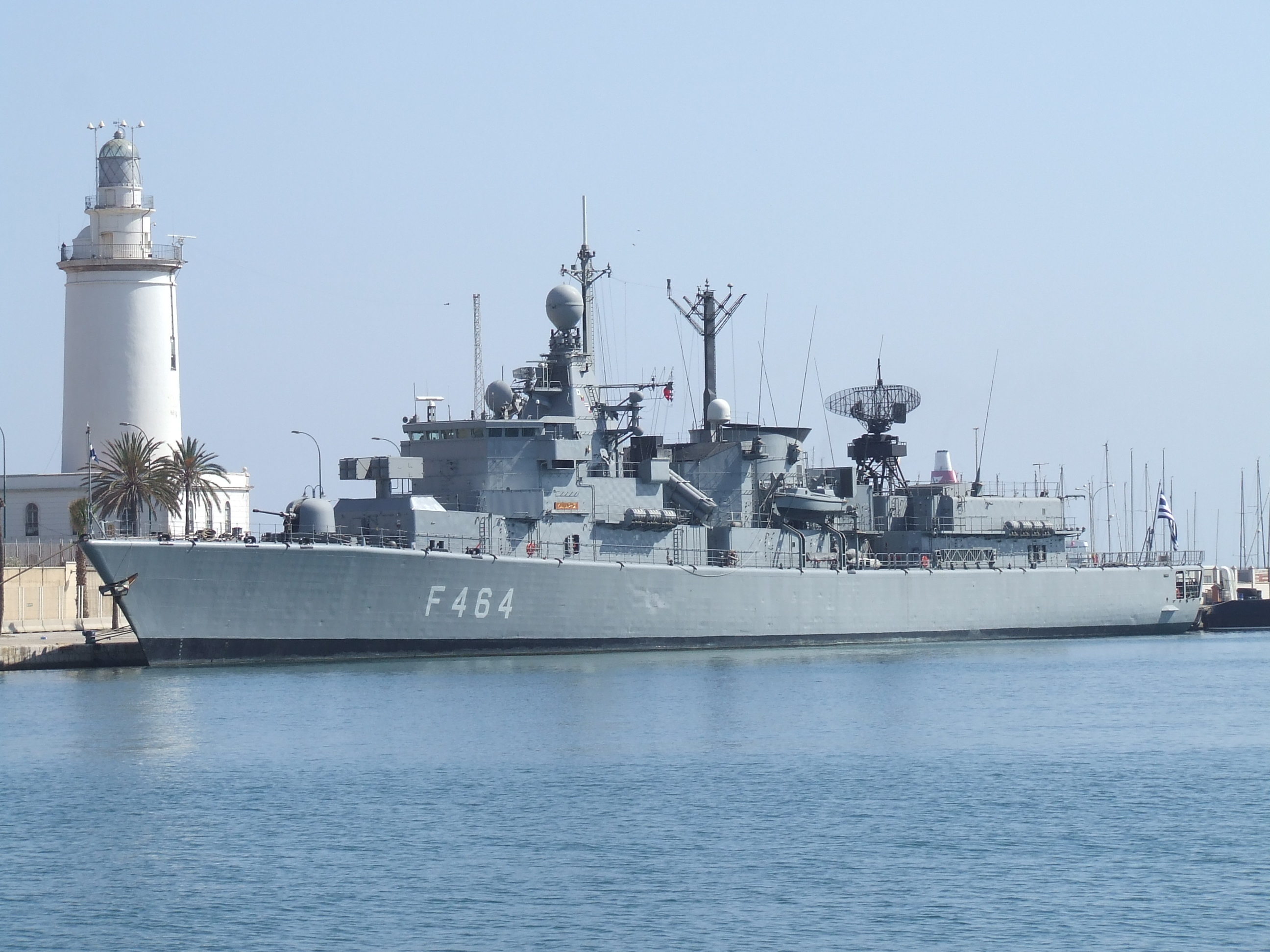
Fragata Kanaris (F-464) de la Armada Griega.

- Orden Real Güélfica (Reino de Hannover): Gran Cruz.
- Orden de Dannebrog (Reino de Dinamarca): Gran Cruz.

### Armada Griega
- Kanaris, un buque patrullero botado en 1835.
- Kanaris, un buque escuela botado en 1880.
- Kanaris (L-53), un destructor de la clase Hunt, botado en 1942.
- Kanaris (D-212), un destructor de la clase Gearing, botado en 1972.
- Kanaris (F-464), una fragata de la clase Elli, botada en 2002.

## Anexos externos
- Personajes principales de la Guerra de independencia de Grecia
- Biografía de Konstantinos Kanaris en Rulers.org
- Mapa de localización de la isla de Psará

| Predecesor: Andreas Metaxas       | Primer ministro de Grecia 1844      | Sucesor: Alexandros Mavrokordatos |
| Predecesor: Georgios Kunturiotis  | Primer ministro de Grecia 1848-1849 | Sucesor: Antonios Kriezis         |
| Predecesor: Antonios Kriezis      | Primer ministro de Grecia 1854      | Sucesor: Alexandros Mavrokordatos |
| Predecesor: Dimitrios Voulgaris   | Primer ministro de Grecia 1864      | Sucesor: Zinovios Valvis          |
| Predecesor: Zinovios Valvis       | Primer ministro de Grecia 1864-1865 | Sucesor: Benizelos Rufos          |
| Predecesor: Alexandros Kumunduros | Primer ministro de Grecia 1877      | Sucesor: Alexandros Kumunduros    |

- Datos: Q365201
- Multimedia: Konstantinos Kanaris / Q365201